# Véronique Bloy-Tichý
Véronique Bloy-Tichý est une compositrice française née le 23 avril 1891 à Gladsaxe au Danemark et morte le 27 mars 1956 à Nogent-sur-Oise.

## Biographie
Véronique Bloy-Tichý est née Véronique Marie Bloy le 23 avril 1891 à Gladsaxe au Danemark. Elle est la fille aînée de l'écrivain Léon Bloy. Elle reçoit de sa mère, Jeanne Molbech-Bloy — qui était la fille du poète danois Christian Molbech et avait étudié le piano à Copenhague —, sa première éducation musicale.
Véronique Bloy étudie ensuite à la Schola Cantorum, entre 1907 et 1919, notamment la composition musicale auprès de Vincent d'Indy.
En 1920, elle épouse le compositeur tchèque Otto Albert Tichý, qui sera maître de chapelle de la cathédrale de Prague. Le couple vit en France, en Suisse (lorsque Tichy est organiste de Notre-Dame du Valentin et professeur à l'Académie Saint-Cécile de Lausanne), puis en Tchécoslovaquie à partir de 1936.
La vie de Véronique Bloy-Tichý est marquée par différents drames : la mort de trois fils, puis, à la suite du coup de Prague, son expulsion en 1949 de République socialiste tchécoslovaque, après avoir été dénoncée comme « étrangère ». Elle ne reverra plus son époux, ni sa fille Tereza.
Véronique Bloy-Tichý meurt en France, le 27 mars 1956 à Nogent-sur-Oise, au couvent des sœurs de Saint-Vincent-de-Paul.
Comme compositrice, elle est l'auteure de plusieurs mélodies de jeunesse, écrites dans une veine populaire, dont la poésie se situe « dans le sillage des chansonniers de Montmartre ».

## Œuvres
Parmi ses compositions, figurent notamment les mélodies :
- Notre-Dame des Orphelins, un triptyque écrit sur ses propres textes, daté de 1907 et dédié à Ricardo Viñes[5] ;
- Les Ruines de Paris, dont le manuscrit porte la mention « affectueux hommage de fête, pour Édouard Souberbielle, le 13 octobre 1917 »[6] ;
- Le Manoir, dédié à Félix Raugel[6] ;
- Sur la Montagne (1908), qui porte la dédicace « à ma chère petite sœur Madeleine »[6].